# Baojun RS-5
Baojun RS-5 – samochód osobowy typu SUV klasy średniej produkowany pod chińską marką Baojun w latach 2018–2021.

## Historia i opis modelu

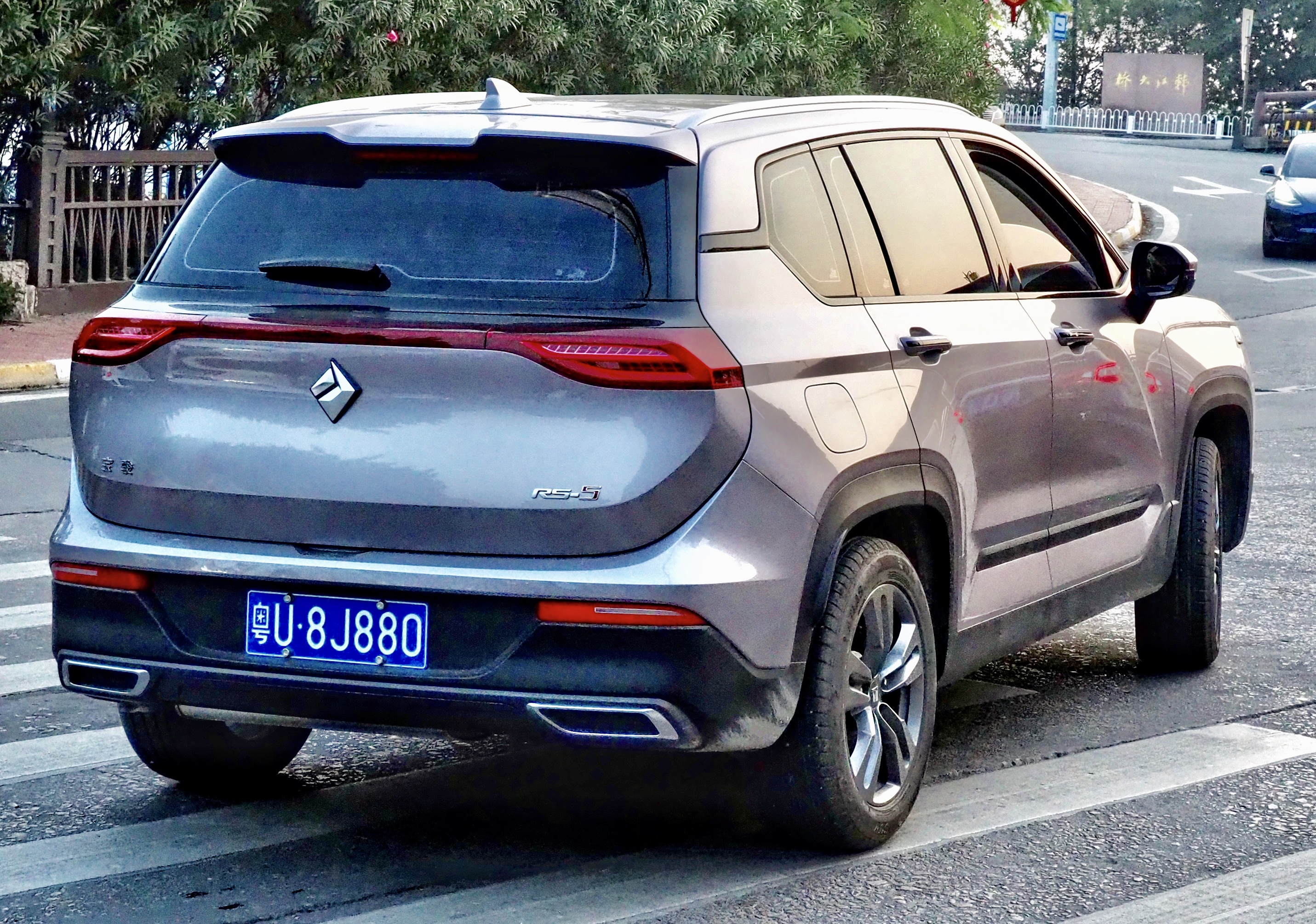
Baojun RS-5 - tył

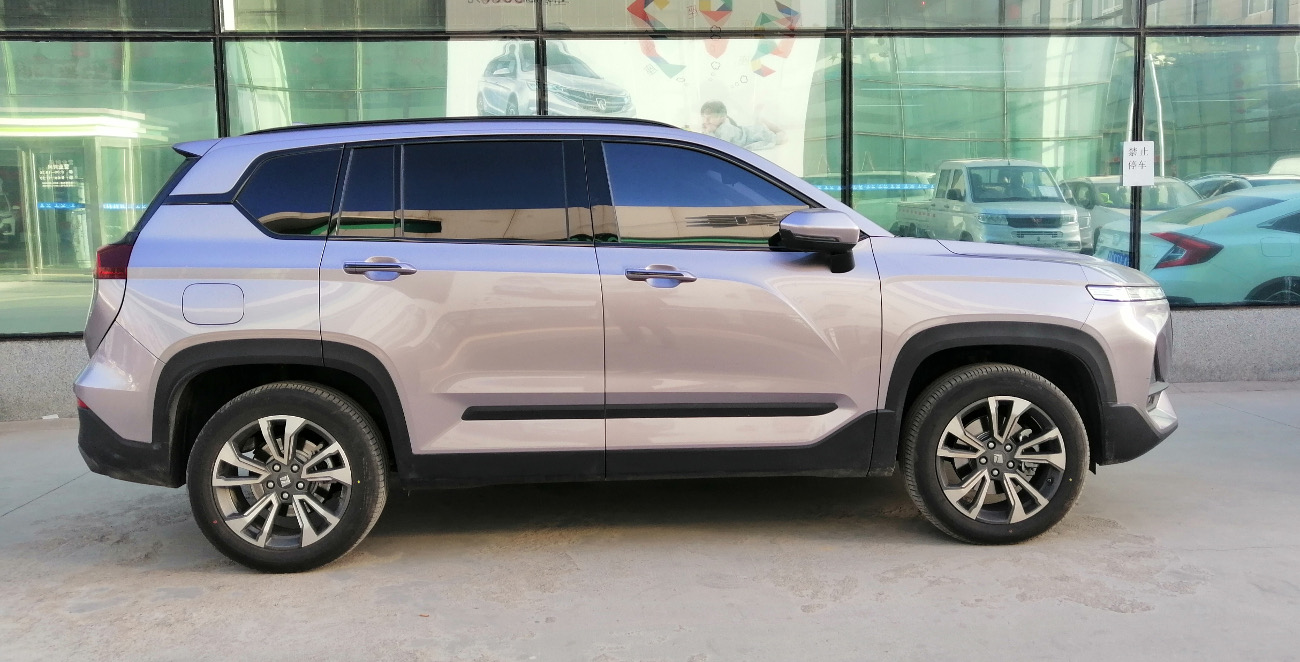
Baojun RS-5 - sylwetka

Jesienią 2018 roku Baojun przedstawił średniej wielkości SUV-a RS-5 jako pierwszy model chińskiej firmy utrzymany w nowej estetyce Interstellar Geometry, zyskując bardziej awangardową stylizację nadwozia i mniej budżetowy charakter w stosunku do dotychczasowych modeli z numerycznym nazewnictwem.
Pas przedni przyozdobiły podwójne reflektory, poszielone na wyżej umieszczony pas diod LED do jazdy dziennej i niżej ulokowane klosze lamp. Część tę zdominowała sześciokątna atrapa chłodnicy z akcentami w stylu diamentów. Samochód utrzymano także w dwubarwnej tonacji nadwozia, z czarnym malowaniem dachu i słupków.
Gamę jednostek napędowych, wzorem późniejszych modeli z linii New Baojun, ograniczono ją do jednego, 1,5-litrowego silnika benzynowego. W przypadku RC-5 jest to mocniejszy, turbodoładowany wariant o mocy 149 KM. Oprócz 6-biegowej manualnej skrzyni biegów do dyspozycji nabywców trafiła także bezstopniowa przekładnia CVT imitująca zmianę przełożeń od 1 do 8.

### Sprzedaż
Baojun RS-5 oferowany był wyłącznie na wewnętrznym rynku chińskim, pozycjonując się w ofercie jako nowocześniejsza i lepiej wyposażona alternatywa wobec modelu 530. Sprzedaż RS-5 ruszyła w styczniu 2019 roku, kończąc się rok później ponad 23 tysiącach dostarczonych sztuk do nabywców. Popyt na samochód nie spełnił oczekiwań, co przełożyło się na zakończenie produkcji w 2021 roku.

### Silnik
- R4 1.5l Turbo